# Liścioraki
Liścioraki (Phyllocarida) – podgromada skorupiaków z gromady pancerzowców.
Pancerzowce o ciele złożonym z 22 segmentów: sześciu głowowych, ośmiu tułowiowych i ośmiu odwłokowych. Delikatny, duży karapaks składa się z dwóch klapek, połączonych mięśniami zwieraczami. Ku przodowi karapaks przedłuża się ruchomo połączoną płytkę rostralną o lancetowatym kształcie. Odnóża tułowiowe są dwugałęziowe, spłaszczone, w obrysie liściopodobne. Telson zaopatrzony jest w nieczłonowane widełki, połączone z nim ruchomo.
Do 2011 roku opisano 44 współcześnie żyjące gatunki, należące do jednego rzędu. Razem z wymarłymi wyróżnia się 5 rzędów:
- †Archaeostraca
- †Canadaspidida
- †Hoplostraca
- †Hymenostraca
- Leptostraca – cienkopancerzowce